# Playa de Calahonda (Málaga)

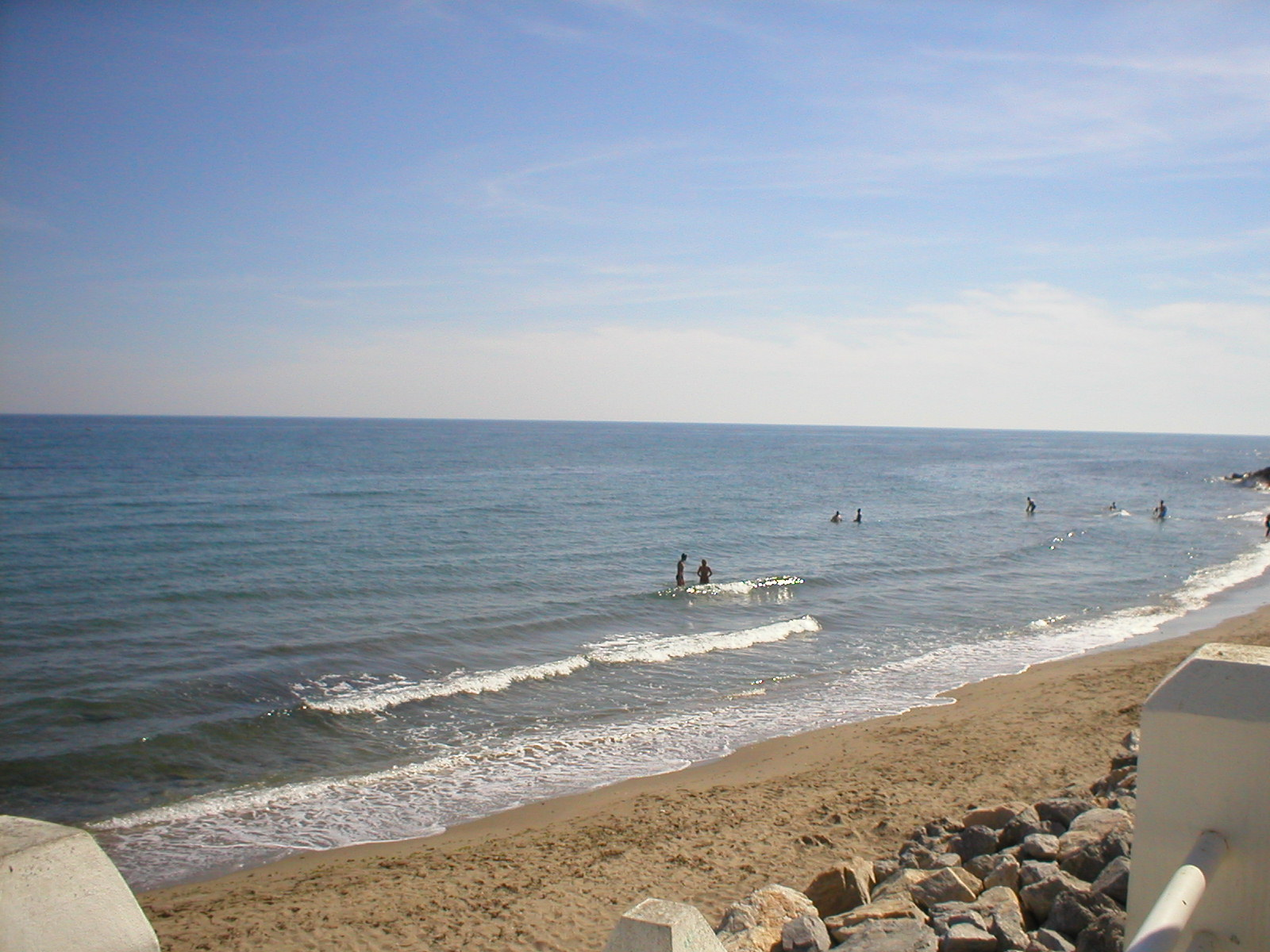
Vista de la playa de Calahonda.

La Playa de Calahonda es una playa situada entre los términos municipales de Mijas y Marbella, en la Costa del Sol de la provincia de Málaga, Andalucía, España. Se trata de una playa semiurbana de arena dorada situada entre el puerto de Cabopino y la playa de El Bombo. Tiene unos 4.400 metros de longitud y unos 20 metros de anchura media. Es una playa frecuentada en verano y con servicios básicos.